# Ричвил (Охајо)
Ричвил (енгл. Richville) насељено је место без административног статуса у америчкој савезној држави Охајо.

## Демографија
По попису из 2010. године број становника је 3.324.
| Група             | 2000.    | 2010.         |
| Белци             | 0 (0,0%) | 3.112 (93,6%) |
| Афроамериканци    | 0 (0,0%) | 115 (3,5%)    |
| Азијати           | 0 (0,0%) | 10 (0,3%)     |
| Хиспаноамериканци | 0 (0,0%) | 30 (0,9%)     |
| Укупно            | 0        | 3.324         |